# Carlos Álvarez Nieto
Carlos Álvarez Nieto (Madrid, 24 de enero de 1973) es un deportista español que compitió en fútbol 5 adaptado en la posición de portero. Ganó una medalla de bronce en los Juegos Paralímpicos de Atenas 2004.

## Palmarés internacional
| Juegos Paralímpicos | Juegos Paralímpicos | Juegos Paralímpicos | Juegos Paralímpicos |
| Año                 | Lugar               | Medalla             | Competición         |
| ------------------- | ------------------- | ------------------- | ------------------- |
| 2004                | Atenas (Grecia)     | Medalla de bronce   | Torneo masculino    |